# Wildest Dreams (Brandy)
Wildest Dreams è un singolo della cantante statunitense Brandy, pubblicato nel 2012 ed estratto dall'album Two Eleven.

## Video musicale
Il videoclip della canzone è stato diretto da Matthew Rolston e girato a Los Angeles.

## Tracce
- Download digitale

1. Wildest Dreams – 4:28